# میرزا علی‌رضا قمی
میرزا علی‌رضا قمی  از سیاستمداران ایرانی بود، که در دوره پنجم بعنوان نماینده قم در مجلس شورای ملی حضور داشت.